# Arthur Russell
Arthur Russell (Walsall, West Midlands, 13 de març de 1886 – Walsall, 23 d'agost de 1972) va ser un atleta anglès que va competir a primers del segle xx.
Entre 1904 i 1906 guanyà el campionat britànic de l'AAA Championships en la prova d'obstacles. El 1908 va prendre part en els Jocs Olímpics de Londres, on guanyà la medalla d'or en la prova dels 3200 metres obstacles. En les sèries preliminars Russell fou un dels dos únics atletes en finalitzar la seva sèrie, cosa que facilità la victòria i el passi a la final. En aquesta, Russell va comandar la cursa fins a mig recorregut, moment en què l'estatunidenc John Eisele començà a pressionar-lo en la lluita pel liderat. Amb tot, en la darrera volta el britànic Archie Robertson superà a Eisele i gairebé fa el mateix amb Russell, ja que quedà a tan sols dues iardes d'agafar-lo.